# Frank Smets

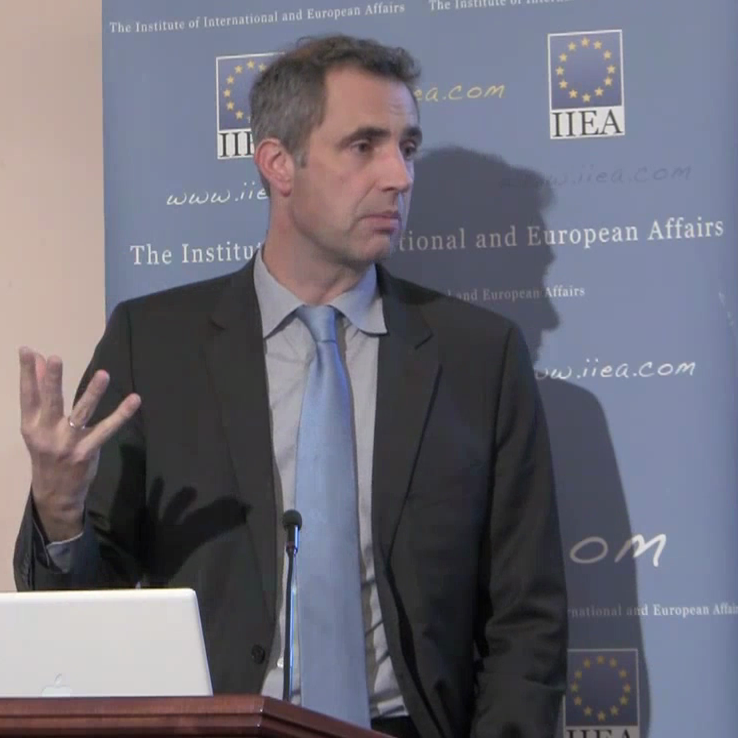
Frank Smets (2013)

Frank Smets (5 januari 1964) is een Belgische buitengewoon hoogleraar economie en adviseur van de Europese Centrale Bank. 

## Biografie
Smets studeerde tussen 1981 en 1985 economie aan de Rijksuniversiteit Gent en was er gedurende zijn studies enige jaren assistent van professor Verwilst. In 1987 voldeed hij aan zijn militaire dienstplicht om in 1988 aan de Yale-universiteit te doctoreren en er in mei 1993 een doctoraat in de economie te behalen.
Hij werkte vervolgens tussen 1992 en 1998 voor de Bank voor Internationale Betalingen (Bank for international Settlements) de koepelbank voor centrale banken te Zwitserland. Sinds 1998 werkt Smets voor de Europese Centrale Bank (ECB), waar hij sinds 2002 hoofd van de Monetary Policy Research Division was. In 2005 werd hij vice-directeur-generaal en sinds 2008 was hij directeur-generaal economisch onderzoek.
Van 2011 tot 2016 was Smets ook buitengewoon hoogleraar internationale macro-economie aan de KU Leuven.  Sinds 2017 is hij buitengewoon hoogleraar macro-economie aan de UGent.
Op 1 december 2013 werd hij adviseur van Mario Draghi en hoofd van het adviesteam van de ECB-directie waar hij de Duitser Christian Thimann vervangt.
Daarnaast gaf hij gastcollege's aan de universiteiten van Yale, Columbia-universiteit en de universiteit van Bazel (Zwitserland) en was actief als redacteur tussen 2004 en 2010 van het economisch wetenschappelijk tijdschrift International Journal of Central Banking. 
Hij is de neef van Jan Smets, voormalig directeur bij de Nationale Bank van België.

## Erkentelijkheden[5]
- Fellow van het Belgian American Educational Foundation sinds 1988
- Ere-professor aan de Universiteit van Duisenberg
- Ere-docent aan de faculteit Economie en handel van de Universiteit van Groningen.
- Research Fellow van het "Centre for Economic Policy Research" te Londen sinds 1996.
- Lid van CESifo Research Network te München sinds 2001
- Lid van de European Economic Association sinds 2001
- Lid van de American Economic Association sinds 2001
- Voseko-award in 1985